# Sphondylia basilas
Sphondylia basilas is een keversoort uit de familie halstandhaantjes (Megalopodidae). De wetenschappelijke naam van de soort werd in 1909 gepubliceerd door Henri Clavareau.